# Ministero degli affari esteri (Taiwan)
Il Ministero degli affari esteri della Repubblica di Cina è un organismo governativo politico gestito dallo Yuan esecutivo della Repubblica di Cina (Taiwan). Lo scopo fondamentale del MOFA è promuovere, espandere e condurre gli affari esteri bilaterali con altre nazioni. È responsabile delle interazioni tra la Repubblica di Cina e altri paesi stranieri, ad eccezione della Repubblica Popolare Cinese, che rientra nella giurisdizione del Consiglio per gli affari continentali. L'attuale ministro degli affari esteri è Joseph Wu.

## Amministrazione

### Strutture dipartimentali

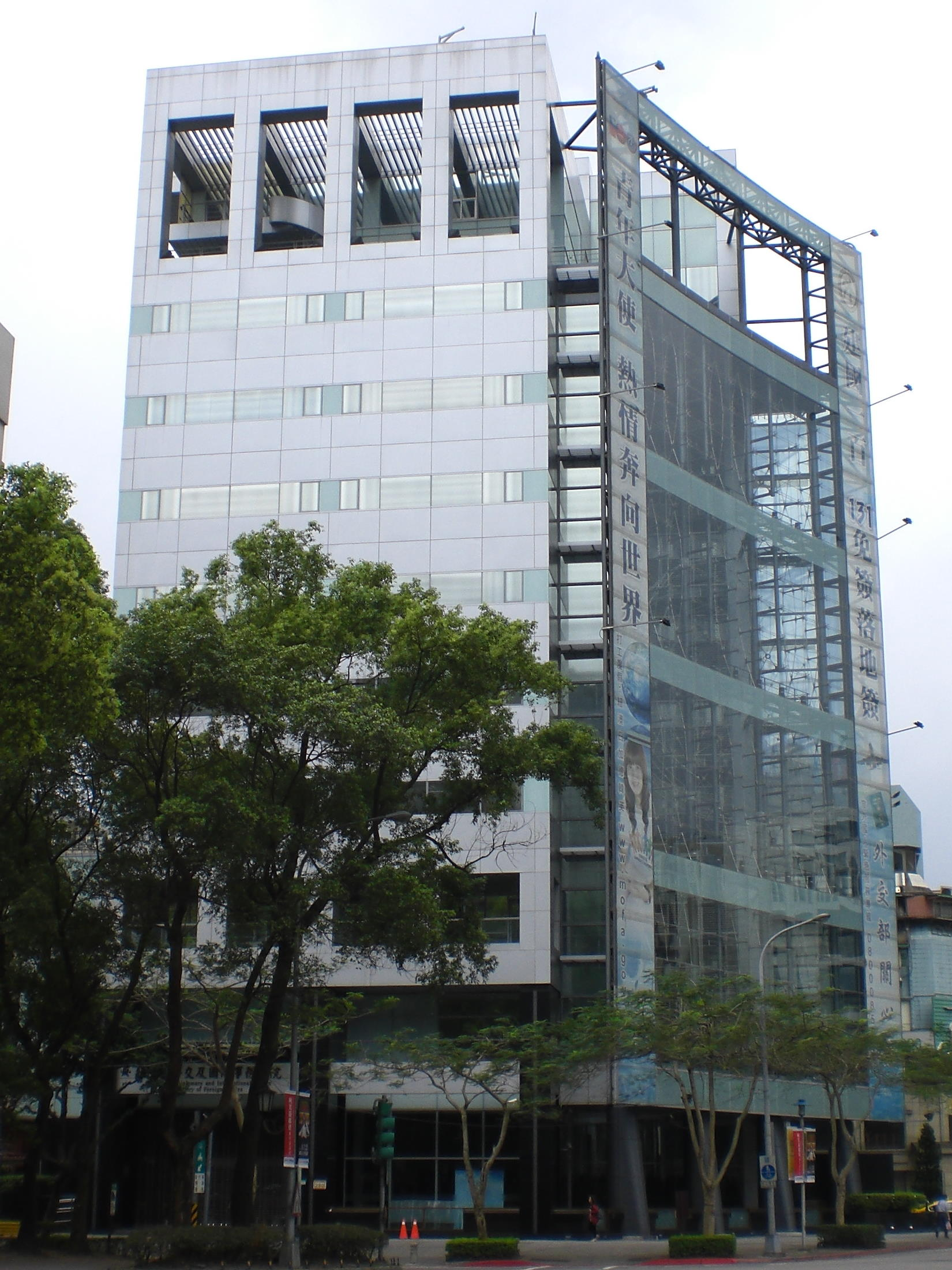
Istituto di Diplomazia e degli Affari Internazionali

Il MOFA è composto dalle seguenti strutture dipartimentali:
- Segreteria
- Dipartimento degli Affari con l'Asia Orientale e il Pacifico
- Dipartimento degli Affari con l'Asia occidentale e l'Africa
- Dipartimento degli Affari Europei
- Dipartimento degli Affari Nordamericani
- Dipartimento degli Affari con l'America Latina e i Caraibi
- Dipartimento del Trattato e degli Affari Legali
- Dipartimento delle Organizzazioni Internazionali
- Dipartimento della Cooperazione Internazionale e degli Affari Economici
- Dipartimento dei Servizi d'Informazione Internazionali
- Dipartimento della Pianificazione Politica
- Dipartimento del Protocollo
- Dipartimento per gli Affari Generali
- Dipartimento del Personale
- Dipartimento del Servizio Civile Etico
- Dipartimento della Contabilità
- Dipartimento degli Archivi, della Gestione delle Informazioni e delle Telecomunicazioni
- Consiglio di Coordinamento della Diplomazia Pubblica
- Dipartimento degli Affari con le ONG Internazionali
- Ufficio degli Affari Parlamentari
- Ufficio di consulenza
- Istituto di Diplomazia e Affari Internazionali
- Associazione delle relazioni con l'Est Asiatico
- Consiglio di coordinamento per gli affari del Nord America
- Ufficio centrale di Taiwan
- Ufficio sud di Taiwan
- Ufficio est di Taiwan
- Ufficio sud-ovest di Taiwan

## Bilancio
Secondo le statistiche pubblicate dalla Direzione Generale del bilancio, contabilità e statistiche per l'esercizio fiscale del 2011, il bilancio per la MOFA è pari a circa il 10,37% del bilancio per il Ministero della Difesa Nazionale (MND). Il bilancio del MND del il 2011 è stato annunciato per 9,2 miliardi di dollari. Quindi, una stima di bilancio MOFA per l'anno fiscale del 2011 è di 954 milioni di dollari.

## Relazioni diplomatiche
La RDC ha relazioni diplomatiche con 20 Stati:

### Oceania
- Palau
- Tuvalu
- Isole Marshall
- Isole Salomone
- Kiribati
- Nauru

### America Centrale e Meridionale
- Guatemala
- Paraguay
- Saint Vincent e Grenadine
- Belize
- El Salvador
- Haiti
- Nicaragua
- Rep. Dominicana
- Honduras
- Saint Kitts e Nevis
- Saint Lucia

### Africa
- Burkina Faso
- eSwatini

### Europa
- Città del Vaticano

## Uffici rappresentativi della Repubblica di Cina all'estero

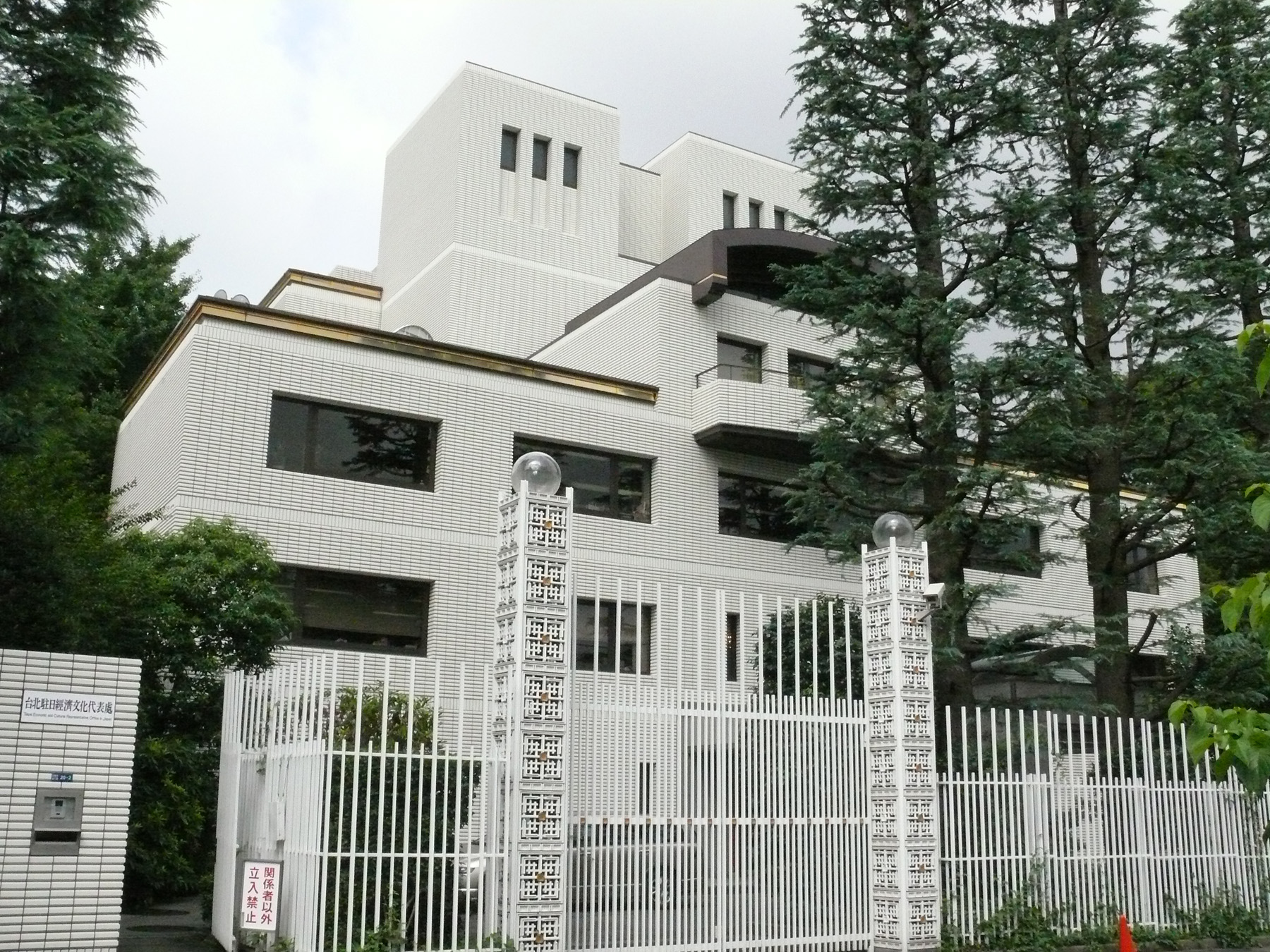
Associazione tra le relazioni Taiwan-Giappone a Tokyo.

Per i paesi con i quali la Repubblica di Cina non ha rapporti diplomatici formali, la rappresentanza viene spesso definita come Ufficio economico e culturale di Taipei, Ufficio rappresentativo economico e culturale di Taipei o Ufficio rappresentativo di Taipei.

## Missioni straniere nella Repubblica di Cina
- Ambasciata della Repubblica di Nauru
- Ambasciata di Saint Christopher e Nevis
- Ambasciata del Burkina Faso
- Ambasciata della Repubblica di El Salvador
- Ambasciata del Belize
- Ambasciata della Repubblica di Palau
- Ambasciata della Repubblica delle Isole Marshall
- Ambasciata della Repubblica di Honduras
- Ambasciata delle isole Soloman
- Ambasciata della Repubblica del Paraguay
- Ambasciata della Repubblica di Panama
- Ambasciata della Repubblica Dominicana
- Ambasciata del Regno dello Swaziland
- Ambasciata della Città del Vaticano

## Ministri

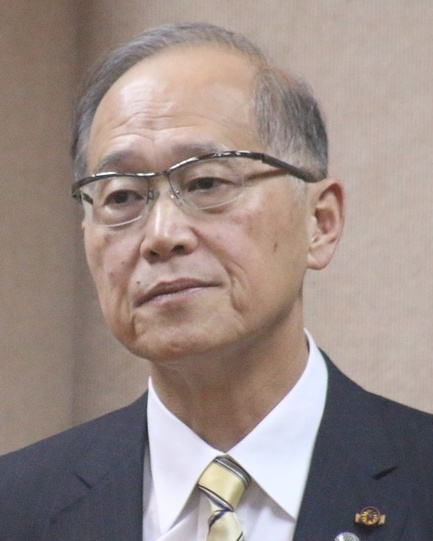
David Lee

, Ministro degli affari esteri di Taiwan dal 2016 al 2018
- George Yeh (Yeh Kung-ch'ao) (1º ottobre 1949 - 14 luglio 1958, KMT)
- Huang Shao-ku (14 luglio 1958 - 31 maggio 1960, KMT)
- Shen Chang-huan (31 maggio 1960 - 27 maggio 1966, KMT)
- Wei Tao-ming (27 maggio 1966 - 31 marzo 1971, KMT)
- Chou Shu-kai (31 marzo 1971 - 29 maggio 1972, KMT)
- Shen Chang-huan (29 maggio 1972 - 16 dicembre 1978, KMT)
- Chiang Yen-si (20 dicembre 1978	19 dicembre 1979, KMT)
- Chu Fu-sung (19 dicembre 1979 - 22 aprile 1987, KMT)
- Ting Mao-shih (22 aprile 1987 - 20 luglio 1988, KMT)
- Lien Chan (20 luglio 1988 - 1º giugno 1990, KMT)
- Fredrick Chien (Chien Foo) (1º giugno 1990 - 10 giugno 1996)
- John Chang (Chiang Hsiao-yen) (10 giugno 1996 - 20 ottobre 1997)
- Jason Hu (Hu Chih-chiang) (20 ottobre 1997 - 30 novembre 1999, KMT)
- Chen Chien-jen (30 novembre 1999 - 20 maggio 2000, Indipendente)
- Tien Hung-mao (20 maggio 2000 - 1º febbraio 2002, KMT)
- Eugene Chen (Chien You-hsin) (1º febbraio 2002 - 16 aprile 2004, KMT)
- Mark Chen (Chen Tang-shan) (16 aprile 2004 - 25 gennaio 2006, PPD)
- James Huang (Huang Chih-Fang) (25 gennaio 2006 - 5 maggio 2008, KMT)
- Yang Tzu-pao (6 maggio 2008 - 19 maggio 2008, Indipendente)
- Francisco Ou (Ou-Hung-lian) (20 maggio 2008 - 10 settembre 2009, Indipendente)
- Timothy Yang (Yang Chin-tien) (10 settembre 2009 - 26 settembre 2012, KMT)
- David Lin (Lin Yung-Lo) (27 settembre 2012 - 20 maggio 2016, Indipendente)
- David Lee (Lee Ta-wei) (20 maggio 2016 - 26 febbraio 2018, KMT)
- Joseph Wu (Jaushieh Wu) (26 febbraio 2018 - in carica, PPD)

## Accesso
L'edificio del MOFA è accessibile dalla Stazione dell'Ospedale NTU della metropolitana di Taipei sulla linea rossa.